# لي دا بن
لي دا بن (مواليد 7 ديسمبر 1996) هي لاعبة تايكوندو كورية جنوبية، حصلت على الميدالية الفضية في وزن 67 كجم في أولمبياد 2020.

## وصلات خارجية
- لي دا بن على موقع TaekwondoData.com (الإنجليزية)
- لي دا بن على موقع اللجنة الأولمبية الدولية (الإنجليزية)
- لي دا بن على موقع أوليمبيديا (الإنجليزية)